# Castelló de Rugat
Castelló de Rugat è un comune spagnolo di 2 186 abitanti situato nella comunità autonoma Valenciana.